# Jimmy Nelson (fotograaf)
Jimmy Nelson (Sevenoaks, 1967) is een Brits fotograaf. Hij is vooral bekend van zijn boek Before They Pass Away, waarvoor hij drie jaar de wereld over reisde en 35 inheemse stammen fotografeerde.

## Biografie
Jimmy Nelson werd geboren in Sevenoaks, Kent, in 1967. Tijdens zijn jeugd woonde hij in Afrika, Azië en Zuid-Amerika, terwijl hij rondreisde met zijn vader, die als geoloog werkte voor Shell International. Toen hij zeven jaar oud was werd hij naar Stonyhurst College gestuurd, een Jezuïetenkostschool in Lancashire. Op zijn zestiende ontwikkelde hij de huidaandoening Alopecia totalis, waarbij de haren op het gehele lichaam plots uitvallen en vaak wegblijven, veroorzaakt door stress en verkeerde malariamedicatie.
Hij verliet de kostschool in 1985 en begon op zeventienjarige leeftijd Tibet te voet te doorkruisen. Hij nam een kleine camera mee en fotografeerde zijn reis, waarover hij ongeveer twee jaar deed. Na zijn terugkeer werden de foto’s die hij had genomen gepubliceerd door de Engelse National Geographic, wat leidde tot internationale bekendheid.
Eenmaal terug ging Nelson werken als professioneel fotojournalist. Hij reisde rond en documenteerde meerdere oorlogsgebieden, waaronder de conflicten in Afghanistan, Kasjmir, Somalië en Joegoslavië.
In 1992 kreeg Nelson van Royal Dutch Shell de opdracht om het boek Literary Portraits of China te produceren. Hiervoor reisde hij gedurende 30 maanden met zijn toenmalige vrouw, Ashkaine Hora Adema, door China. Hora Adema schreef het boek en Nelson maakte de foto's. De foto's werden wereldwijd tentoongesteld.
In 1997 ging Nelson werken in de advertentiebranche. Gedurende deze tijd bleef hij expedities ondernemen en beelden verzamelen van afgelegen en geïsoleerde culturen.
Later ging hij in Amsterdam wonen. Nelson is vader van drie kinderen.

## Latere werken

### Before They Pass Away
In 2010 startte Nelson met zijn grootste project tot dan toe, Before They Pass Away. Drie jaar lang reisde hij de wereld rond en fotografeerde hij 35 inheemse stammen in onder andere Europa, Azië, Afrika, Zuid-Amerika en Australazië. Hij maakte gebruik van een 50 jaar oude 4x5in- platencamera.
Nelson zei voor dit project geïnspireerd te zijn door Edward Sheriff Curtis en zijn foto's van de inheemse volken van Amerika. Evenals Curtis, portretteert Nelson de personen in zijn foto’s op een geromantiseerde, gestileerde en geposeerde wijze, met het doel om hen “op een voetstuk te plaatsen”. Nelson merkt op dat het project niet een “objectieve waarheid” hoort over te brengen, maar is bedoeld als zijn eigen artistieke interpretatie en een lofuiting naar diversiteit en schoonheid van deze culturen.
Enkelen van de stammen die Nelson fotografeerde zijn de Huli en de Kalam in Nieuw-Guinea, de Tsaatan in Mongolië en de Mursi in de Omovallei in het zuiden van Ethiopië.
In een TED conferentie beschreef hij het proces dat hij volgde bij zijn werk, en zei hij dat het soms “maanden duurde om deze [inheemse volkeren] te vinden en vervolgens weer weken om hun vertrouwen en goedkeuring te winnen om foto’s van ze te maken."
Nelson leende het kapitaal voor dit project van Marcel Boekhoorn. Dit project resulteerde in de publicatie van een fotoboek, een XXL versie in een beperkte oplage van het boek en geprinte fotoportretten.

### Homage to Humanity
In september 2018 publiceerde Nelson zijn derde boek, Homage to Humanity. Het boek bevat meer dan vierhonderd foto’s van dertig inheemse volkeren, interviews met stamhoofden, informatie over de weergegeven locaties en culturen en komt samen met een applicatie die 360° filmmateriaal biedt dat bij de foto’s hoort, achter de schermen video’s en achtergrondinformatie betreffende de ondernomen reizen.
Om zijn boek te creëren, reisde Nelson samen met een Nederlandse assistente, genaamd Stephanie van der Wiel, een mede-fotograaf die hij ontmoette tijdens een expositie van zijn werk in Nationale Etnologie Museum in Leiden.
Homage to Humanity is een vervolg op Nelsons eerdere werk, maar onderscheidt zich ogenschijnlijk van zijn vorige project door een meer geïntegreerde rol van de subjecten van de foto’s. Nelson beoogde op deze manier de kritiek die op zijn vorige werk was geleverd te erkennen (zie controverse).
In het voorwoord van het boek schrijft Mundiya Kepanga, het Papoeaanse hoofd van de regio Tari-Pori in de Hooglanden van Papoea Nieuw-Guinea: "Mijn cultuur is wie ik ben. Het geeft me een set van waarden en mijn gevoel voor thuis, dingen waarvan ik weet dat ze zouden verdwijnen als ik me zou moeten aanpassen aan de manier van leven die tegenwoordig onze planeet overneemt. Ik geloof dat projecten, zoals dit boek, mijn generatie en de volgende generaties zullen helpen om onze unieke en dierbare cultuur in stand te houden."

### Between the sea and the sky
In 2021 maakte Nelson in Nederland een serie foto's van vrouwen in klederdracht, die hij bundelde in het boek "Between the sea and the sky". Post.nl maakte een selectie uit de foto's voor een serie postzegels, die in januari 2023 werd uitgebracht. Foto's van dit project werden tentoongesteld onder de titel Ode aan Nederland in Museum Het Warenhuis in Axel in 2024.

## The Jimmy Nelson Foundation
The Jimmy Nelson Foundation is een non-profitorganisatie die in 2016 is opgezet, met als doel om culturele expressie te stimuleren, door het faciliteren van projecten die het culturele erfgoed bevorderen van inheemse volkeren.
Nelson legt uit: “De Jimmy Nelson Foundation heeft zich ontwikkeld tot een organisatie die inheemse volkeren trots leert zijn. Ik ben nu teams aan het creëren die de wereld rondgaan om te doen wat ik doe. We verzamelen foto’s, video’s en andere informatie en bouwen aan een digitale opslag, een soort bibliotheek in de lucht, van al dit erfgoed, voor toekomstige generaties.”
Het meest vooraanstaande project van de Jimmy Nelson Foundation betrok een samenwerking met J. Walter Thompson India en J. Walter Thompson Amsterdam. De campagne opende met een korte film genaamd Blink. And they’re gone. Voor het maken van deze film zijn meer dan vijftienhonderd foto’s gebruikt die door Nelson zijn gemaakt tijdens zijn reizen. De film kostte negentig dagen om te monteren, en bevat beelden van de Huli Wigmen uit Papoea Nieuw Guinea, the Kazakhs van Mongolië, de Sadhoes van India, de Wodaabe uit Tsjaad en verscheidene andere culturen. De film was geregisseerd door JWT India’s hoofd van de creatieve afdeling, Senthil Kumar uit Mumbai, die nauw samenwerkte met het internationale creatieve hoofd van J. Walter Thompson, Bas Korsten.

## Publicaties
- Literary Portraits of China
- Before They Pass Away[21]
- Homage to Humanity